# 丛集性头痛
叢集性頭痛又稱叢發性頭痛（英語：Cluster headache），是一種神經性疾病，常見症狀為反覆性的嚴重單側頭痛，常見在眼眶周圍。通常會伴隨著流眼淚、鼻塞、患側眼眶紅腫。一般而言，症狀持續15分鐘到3小時左右。頭痛會斷斷續續持續一周或一個月，有些甚至會到一年左右。
叢集性頭痛的發生原因，目前仍是未知。有抽菸習慣或是有叢集性頭痛的家族史都是危險因子之一。酒精、硝化甘油有可能造成刺激，發生叢集性頭痛。叢集性頭痛也是
三叉自律神經頭痛的一種頭痛類型。藉由頭痛症狀即可診斷此疾病。叢集性頭痛患者時常被誤認為偏頭痛，一項研究指出，在台灣，患者平均需要八年又一個多月之久才能被正確診斷出叢集性頭痛。
生活習慣的改變並避開可能的刺激物質，是有效避免叢集性頭痛發生的方式。叢集性頭痛急性發作時，給予適量氧氣或Triptan類的選擇性血清張力素致效劑會有所幫助。注射類固醇、辣椒素或維拉帕米有助減少發作頻率。在某些頑固性的案例中，也可能使用神經刺激或手術。
在全球所有人口中有將近千分之一的人，都會經歷類似叢集性頭痛的症狀。有萬分之五的人，每年都會發作叢集性頭痛。20到40歲為叢集性頭痛的好發族群，男性的患者數量比女性多四倍。叢集性頭痛的命名由來，是因為症狀會在特定時刻頻繁發作。因為過於惱人，也被稱作為自殺性頭痛。

## 歷史
關於叢集性頭痛的醫學研究史，最初由倫敦的哈里斯・威爾佛雷德（Wilfred Harris）於西元1926年定名為「神經性偏頭痛」（migrainous neuralgia）。而目前所知最早的關於CH的文獻敘述，則始於西元1745年甚至更久以前。
西元1938年，由一名美國神經內科醫師Bayard Taylor Horton再次將此疾病以姓氏命名為「荷頓氏綜合症」（Horton's cephalalgia），並描述此種頭痛疾病能迫使正常人企圖或實踐自殺行為。
美國神經內科醫師Bayard Taylor Horton 於西元1939年的文獻中記錄到：
我們的患者飽受疼痛折磨以致生活失能，頻率為一週內二次至二十次不等。目前並未找到任何能減輕症狀的治療方法。他們的疼痛是如此嚴重以至於對於自殺行為毫無恐懼，大多數的患者樂意接受任何可能帶來希望的外科手術。